# Ostrykół Włościański
Ostrykół Włościański – wieś w Polsce położona w województwie mazowieckim, w powiecie wyszkowskim, w gminie Długosiodło. Ma status sołectwa.

## Historia
W latach 1921–1931 wieś leżała w województwie białostockim, w powiecie ostrowskim, w gminie Długosiodło.
Według Powszechnego Spisu Ludności z 1921 roku wieś zamieszkiwało 125 osób, 101 było wyznania rzymskokatolickiego a 24 mojżeszowego. Jednocześnie 112 mieszkańców zadeklarowało polską przynależność narodową a 13 żydowską. Były tu 22 budynki mieszkalne. Miejscowość należała do parafii rzymskokatolickiej w Długosiodle. Podlegała pod Sąd Grodzki w Ostrowie i Okręgowy w Łomży; właściwy urząd pocztowy mieścił się w Długosiodle.
W wyniku agresji III Rzeszy na Polskę we wrześniu 1939 wieś znalazła się pod okupacją niemiecką i do wyzwolenia weszła w skład Landkreis Ostenburg Regierungsbezirk Zichenau (rejencja ciechanowska).
W latach 1975–1998 miejscowość należała administracyjnie do województwa ostrołęckiego.

## Religia
Wierni kościoła rzymskokatolickiego należą do parafii św. Rocha w Długosiodle. Wieś ta i Ostrykół Dworski, są eksklawą tejże parafii. Pozostałe sąsiednie wsie znajdują się w obszarach parafii pw.: św. Stanisława Biskupa i Męczennika w Lubielu, św. Jana Chrzciciela w Kuninie i św. Anny w Różanie.